# Johan Hydén
Johan Hydén, född 6 mars 1989, är en svensk friidrottare specialiserad på medeldistans och kort långdistans.
2011 sprang han 1 500 meter vid U23-EM i Ostrava, Tjeckien men slogs ut i försöken med tiden 4:05,00.
Hydén deltog på 3 000 meter vid Inomhus-EM 2013 i Göteborg, men slogs ut i försöken trots nytt personbästa, 8:02,20.

## Personliga rekord
| Utomhus - 800 meter – 1:51,54 (Göteborg 15 juni 2013) - 1 500 meter – 3:43,69 (Oslo, Norge 13 juni 2013) - 2 000 meter – 5:17,91 (Stockholm 9 augusti 2012) - 3 000 meter – 8:03,77 (Oordegem, Belgien 30 maj 2015) - 5 000 meter – 14:13,36 (Stockholm 26 augusti 2012) - 5 000 meter – 14:16,92 (Göteborg 2 september 2012) - 10 km landsväg – 30:58 (Tilburg, Nederländerna 28 november 2010) | Inomhus - 800 meter – 1:55,28 (Linköping 7 februari 2008) - 1 500 meter – 3:45,72 (Wien, Österrike 29 januari 2013) - 3 000 meter – 8:02,20 (Göteborg 1 mars 2013) |